# Coppa Saporta 2000-2001
La Coppa Saporta 2000-2001 di pallacanestro maschile venne vinta dal Maroussi Atene.

## Risultati

### Primo turno

#### Gruppo A
|    | Squadra            | G  | V | P | PF  | PS  | Dif | P.ti |
| -- | ------------------ | -- | - | - | --- | --- | --- | ---- |
| 1. | Pamesa Valencia    | 10 | 7 | 3 | 877 | 857 | +20 | 17   |
| 2. | Maroussi Atene     | 10 | 7 | 3 | 875 | 813 | +62 | 17   |
| 3. | Élan Chalon        | 10 | 6 | 4 | 714 | 693 | +21 | 16   |
| 4. | Hapoel Galil Elyon | 10 | 4 | 6 | 860 | 837 | -23 | 14   |
| 5. | Pınar Karşıyaka    | 10 | 3 | 7 | 854 | 912 | -58 | 13   |
| 6. | Pivovarna Laško    | 10 | 3 | 7 | 797 | 865 | -68 | 13   |

#### Gruppo B
|    | Squadra                    | G  | V | P  | PF  | PS  | Dif  | P.ti |
| -- | -------------------------- | -- | - | -- | --- | --- | ---- | ---- |
| 1. | UNICS Kazan'               | 10 | 8 | 2  | 709 | 509 | +200 | 18   |
| 2. | Porto                      | 10 | 7 | 3  | 654 | 606 | +48  | 17   |
| 3. | Aris Salonicco             | 10 | 7 | 3  | 719 | 659 | +60  | 17   |
| 4. | Beşiktaş                   | 10 | 5 | 5  | 688 | 691 | -3   | 15   |
| 5. | Arkadia Traiskirchen Lions | 10 | 3 | 7  | 658 | 763 | -105 | 13   |
| 6. | Zagabria                   | 10 | 0 | 10 | 0   | 200 | -200 | 10   |

#### Gruppo C
|    | Squadra               | G  | V | P | PF  | PS  | Dif | P.ti |
| -- | --------------------- | -- | - | - | --- | --- | --- | ---- |
| 1. | Telekom Bonn          | 10 | 8 | 2 | 880 | 801 | +79 | 18   |
| 2. | Keravnos Keo          | 10 | 5 | 5 | 814 | 838 | -24 | 15   |
| 3. | Stella Rossa Belgrado | 10 | 5 | 5 | 784 | 790 | -6  | 15   |
| 4. | Caja San Fernando     | 10 | 4 | 6 | 836 | 815 | +21 | 14   |
| 5. | Racing Paris          | 10 | 4 | 6 | 789 | 810 | -21 | 14   |
| 6. | Sakalai Vilnius       | 10 | 4 | 6 | 802 | 851 | -49 | 14   |

#### Gruppo D
|    | Squadra                   | G  | V | P | PF  | PS  | Dif | P.ti |
| -- | ------------------------- | -- | - | - | --- | --- | --- | ---- |
| 1. | Anwil Włocławek           | 10 | 9 | 1 | 814 | 754 | +60 | 19   |
| 2. | Telindus Racing Antwerpen | 10 | 6 | 4 | 804 | 777 | +27 | 16   |
| 3. | Borac Banja Luka          | 10 | 5 | 5 | 855 | 802 | +53 | 15   |
| 4. | Pezinok                   | 10 | 5 | 5 | 851 | 832 | +19 | 15   |
| 5. | Namika Lahti              | 10 | 3 | 7 | 770 | 863 | -93 | 13   |
| 6. | Lineltex Imola            | 10 | 2 | 8 | 803 | 869 | -66 | 12   |

### Ottavi di finale
| Squadra 1             | Totale    | Squadra 2                 | Andata | Ritorno |
| --------------------- | --------- | ------------------------- | ------ | ------- |
| Beşiktaş              | 156 - 188 | Pamesa Valencia           | 66-81  | 90-107  |
| Aris Salonicco        | 76 - 108  | Maroussi Atene            | 76-88  | 0-20    |
| Élan Chalon           | 141 - 120 | Porto                     | 80-64  | 61-56   |
| Hapoel Galil Elyon    | 153 - 166 | UNICS Kazan'              | 83-88  | 70-78   |
| Pezinok               | 179 - 207 | Telekom Bonn              | 93-110 | 86-97   |
| Borac Banja Luka      | 162 - 165 | Keravnos Keo              | 89-74  | 73-91   |
| Stella Rossa Belgrado | 89 - 113  | Telindus Racing Antwerpen | 89-93  | 0-20    |
| Caja San Fernando     | 134 - 137 | Anwil Włocławek           | 69-67  | 65-70   |

### Quarti di finale
| Squadra 1                 | Totale    | Squadra 2       | Andata | Ritorno |
| ------------------------- | --------- | --------------- | ------ | ------- |
| Keravnos Keo              | 122 - 175 | Pamesa Valencia | 69-74  | 53-101  |
| Telindus Racing Antwerpen | 125 - 148 | UNICS Kazan'    | 62-61  | 63-87   |
| Maroussi Atene            | 203 - 173 | Telekom Bonn    | 102-82 | 101-91  |
| Élan Chalon               | 128 - 126 | Anwil Włocławek | 65-54  | 63-72   |

### Semifinali
| Squadra 1       | Totale    | Squadra 2      | Andata | Ritorno |
| --------------- | --------- | -------------- | ------ | ------- |
| Pamesa Valencia | 132 - 138 | Élan Chalon    | 69-72  | 63-66   |
| UNICS Kazan'    | 176 - 180 | Maroussi Atene | 95-87  | 81-93   |

### Finale
| Squadra 1      | Risultato | Squadra 2   |
| -------------- | --------- | ----------- |
| Maroussi Atene | 74 - 72   | Élan Chalon |

| Coppa Saporta 2000-2001  |
| ------------------------ |
| Maroussi Atene 1º titolo |

## Formazione vincitrice
| N° | Naz.                   | Ruolo | Sportivo                |  | Alt. |  |
| -- | ---------------------- | ----- | ----------------------- |  | ---- |  |
| 4  | Grecia (bandiera)      | P     | Alexīs Falekas          |  |      |  |
| 5  | Grecia (bandiera)      | GA    | Sōtīrīs Nikolaidīs      |  |      |  |
| 6  | Grecia (bandiera)      | A     | Sōtīrīs Manōlopoulos    |  |      |  |
| 7  | Grecia (bandiera)      | A     | Dimitris Karaplis       |  |      |  |
| 8  | Grecia (bandiera)      | G     | Giorgos Maslarinos      |  |      |  |
| 9  | Grecia (bandiera)      | C     | Dīmītrīs Marmarinos     |  |      |  |
| 10 | Grecia (bandiera)      | G     | Vaggelīs Vourtzoumīs    |  |      |  |
| 11 | Francia (bandiera)     | C     | Vasil Evtimov           |  |      |  |
| 12 | Stati Uniti (bandiera) | GA    | Jimmy Oliver            |  |      |  |
| 13 | Stati Uniti (bandiera) | AG    | Ashraf Amaya            |  |      |  |
| 14 | Grecia (bandiera)      |       | Charis Charalambidis    |  |      |  |
| 15 | Grecia (bandiera)      | A     | Vangelis Logothetis     |  |      |  |
|    | Grecia (bandiera)      | A     | Panagiotis Stavropoulos |  |      |  |
|    | Grecia (bandiera)      | C     | Kostas Tsevas           |  |      |  |
|    | Grecia (bandiera)      | All.  | Vaggelīs Alexandrīs     |  |      |  |